# Casa de Arena
Casa de Arena (en portugués; :Casa de Areia) es una película brasileña de 2005 dirigida por Andrucha Waddington. Está protagonizada por madre e hija de la vida real Fernanda Montenegro y Fernanda Torres. La película fue filmada íntegramente en la costa del norte de Brasil, dentro del Parque Nacional Lençóis Maranhenses.

## Sinopsis
Después de que su patriarca muere en un accidente, una mujer embarazada y su madre deben aprender a defenderse en el desierto del norte de Brasil. Hacen amistad con un hombre de la localidad y se establecen en una casa humilde. La menor de ellas, Aurea, sueña con escapar, pero la mayor, Dona María, aprende a aceptar su destino.

## Reparto
- Fernanda Montenegro como Dona Maria/Áurea/Maria
- Fernanda Torres como Áurea/Maria
- Ruy Guerra como Vasco de Sá
- Seu Jorge como Massu – 1910–1919
- Stênio Garcia como Luiz – 1942
- Luiz Melodia como Massu – 1942
- Enrique Díaz como Luiz – 1919
- Emiliano Queiroz como Chico do Sal
- João Acaiabe como el padre de Massu
- Camilla Facundes como Maria – 1919

## Antecedentes
En esta película, el director Andrucha Waddington dirige a su esposa Fernanda Torres en una escena de sexo con Seu Jorge. Dijo que la pareja tenía miedo de que esa escena realmente pusiera fin a su matrimonio.

## Reconocimientos
La película obtuvo el Alfred P. Sloan Prize en el Festival de Cine de Sundance.